# ケベック・ノルディクス
ケベック・ノルディクス（仏: Nordiques de Québec）は、かつてカナダに存在した男子アイスホッケーチーム。本拠地はカナダ連邦ケベック州ケベック・シティー。ナショナルホッケーリーグ(NHL)に加盟していた。

## 歴史
1972年にWHAチームとして加盟。1976-7シーズンにWHA決勝でジェッツを破り初優勝。1979年の解散後はNHLウェールズ・カンファレンスに加入。しかし1990年代に入ってからは財政難に苦しめられ、オーナーのマルセル・アバドはケベック州政府に財政的支援を求めたが応じず、デンバーの投資家グループに売却。チーム名もコロラド・アバランチとなった。

## 主な選手
- ペテル・スタストニィ
- ミシェル・グーレ
- マルク・タルディフ
- JCトレンブレイ